# Eugnathia diversalis
Eugnathia diversalis är en fjärilsart som beskrevs av Walker 1865. Eugnathia diversalis ingår i släktet Eugnathia och familjen nattflyn. Inga underarter finns listade i Catalogue of Life.